# MTV Europe Music Award al miglior artista statunitense
L'MTV Europe Music Award al miglior artista statunitense (MTV Europe Music Award for Best US Act) è uno dei premi degli MTV Europe Music Awards, che viene assegnato dal 2012.

## Vincitori e candidati

### Anni 2010
| Anno | Vincitori         | Ricevente                                                                           | Note  |
| ---- | ----------------- | ----------------------------------------------------------------------------------- | ----- |
| 2012 | Machine Gun Kelly | - 2 Chainz - ASAP Rocky - Big Sean - Mac Miller - Tyga                              | [ 1 ] |
| 2013 | Miley Cyrus       | - Beyoncé - Bruno Mars - Justin Timberlake - Macklemore & Ryan Lewis - Robin Thicke | [ 2 ] |
| 2014 | Fifth Harmony     | - Beyoncé - Eminem - Katy Perry - Pharrell Williams                                 | [ 3 ] |
| 2015 | Taylor Swift      | - Beyoncé - Kendrick Lamar - Nick Jonas - Nicki Minaj                               | [ 4 ] |
| 2016 | Ariana Grande     | - Beyoncé - Charlie Puth - Kanye West - Twenty One Pilots                           | [ 5 ] |
| 2017 | Fifth Harmony     | - Bruno Mars - DJ Khaled - Kendrick Lamar - Taylor Swift                            | [ 6 ] |
| 2018 | Camila Cabello    | - Ariana Grande - Cardi B - Post Malone - Imagine Dragons                           | [ 7 ] |
| 2019 | Taylor Swift      | - Lil Nas X - Ariana Grande - Billie Eilish - Lizzo                                 | [ 8 ] |

### Anni 2020
| Anno | Vincitori     | Ricevente                                                      | Note   |
| ---- | ------------- | -------------------------------------------------------------- | ------ |
| 2020 | Lady Gaga     | - Cardi B - Megan Thee Stallion - Miley Cyrus - Taylor Swift   | [ 9 ]  |
| 2021 | Taylor Swift  | - Ariana Grande - Doja Cat - Lil Nas X - Olivia Rodrigo        | [ 10 ] |
| 2022 | Billie Eilish | - Doja Cat - Jack Harlow - Lil Nas X - Lizzo - Taylor Swift    |        |
| 2023 | Nicki Minaj   | - Doja Cat - Olivia Rodrigo - SZA - Taylor Swift               |        |
| 2024 | Taylor Swift  | - Ariana Grande - Beyoncé - Kendrick Lamar - Sabrina Carpenter |        |